# アンディ・ウィリアムス・ショー
『アンディ・ウィリアムス・ショー』（英語: The Andy Williams Show）は、アメリカ合衆国のNBCテレビで、1962年から1967年にかけて、および1969年から1971年にかけて放送された1時間の音楽番組である。

## 概要
番組はアメリカを代表するボーカリストであったアンディ・ウィリアムスがホストとなり、当時を代表するアメリカの歌手や文化人をスタジオに招いて、歌とおしゃべりのエンターテインメントを展開した。日本においても1966年から1969年にかけて、NHK総合テレビジョンで放送されたほか、スカパー!、ケーブルテレビ向けの「チャンネル銀河」でも放送されている。テーマ曲として映画『ティファニーで朝食を』の主題歌「ムーン・リバー」が使用された。クロージング・テーマは「メイ・イーチ・ディ」が使用された。

## スタッフ
1962年 - 1967年
- 監督 - ボブ・ヘンリー
- 製作 - ボブ・フィンケル

1969年 - 1971年
- 監督 - マーティ・パセッタ
- 製作 - アラン・バイル、クリス・ビアード

## レギュラー
（この節の出典:）
- ディック・ヴァン・ダイク (1958年)
- ニュー・クリスティ・ミンストレルズ（英語版） (1962年–1963年)
- オズモンド・ブラザーズ (1963年–1967年)
- デイヴ・グルーシン・オーケストラ (1963年–1966年)
- アリン・ファーガソン（英語版）・オーケストラ (1966年–1967年)
- マイク・ポスト・オーケストラ (1969年–1971年)
- グッドタイム・シンガーズ（英語版） (1963年–1966年)
- ジョナサン・ウィンタース (1965年–1967年、1970年–1971年)
- チャーリー・カラス（英語版） (1970年–1971年)